# Pigalle (Die große Mausefalle)

Pigalle mit Bill Ramsey auf Polydor 24 428

Pigalle (Die große Mausefalle) ist der Titel eines deutschsprachigen Schlagers von Heinz Gietz und Hans Bradtke. Er besingt das Pariser Vergnügungsviertel Pigalle. Mit dem US-amerikanischen Sänger Bill Ramsey wurde das Lied in der Bundesrepublik Deutschland zu einem Nummer-eins-Hit. 

## Geschichte
Seit 1959 nahm der ehemalige GI Bill Ramsey mit seinen Liedern in ironischer Weise die kleinen Schwächen der Leute im Wirtschaftswunderland Deutschland aufs Korn. Mit Souvenirs die Jagd auf Prominentenandenken, die Vergnügungssucht im Lied Jeden Tag ’ne andre Party. Mit seinem Song Souvenirs hatte Ramsey 1959 die Spitze der deutschen Hitparaden erobert und war so in die erste Riege der Schlagersänger in Deutschland aufgerückt.
Für Ramseys erste Schallplatte des Jahres 1961 hatte Heinz Gietz den Foxtrott Pigalle (Die große Mausefalle) komponiert. Den Text lieferte Hans Bradtke, der zuletzt 1960 für Vico Torriani den Nummer-eins-Text Kalkutta liegt am Ganges geschrieben hatte. Auch der Text zu Pigalle gab sich wieder gesellschaftskritisch; diesmal enthielt er Spitzen über die aufkommende Reiselust ins Ausland: „Wer auf der Welt was auf sich hält, ist da gewesen. Pigalle, so heißt die große Mausefalle mitten in Paris.“ Seit Anfang des 20. Jahrhunderts war Pigalle ein bekanntes Pariser Vergnügungsviertel, in dem viele Künstler zuhause waren und das Varieté Moulin Rouge seinen Sitz hatte.
Mit der Herstellung der neuen Single wurde am 6. Januar 1961 begonnen. Zunächst wurde der B-Seiten-Titel Café Oriental in der Musikhalle Hamburg aufgenommen. Für die Produktion der A-Seite mit Pigalle (Die große Mausefalle) zog man in das Messestudio nach Köln um. Aufnahmeleiter war Kurt Feltz, das Arrangement hatte Heinz Gietz geliefert. Ramseys Gesang wurde vom Orchester Adalbert Luczkowski begleitet. Noch im gleichen Monat wurde die Single von der Schallplattenfirma Polydor, die auch bisher Ramseys Platten veröffentlicht hatte, mit der Katalognummer 24 428 auf den Markt gebracht.
Zunächst schien es so, als würde ähnlich wie bei Souvenirs auch bei der neuen Single der B-Seitentitel das Rennen machen. Der Musikmarkt nahm den Titel Café Oriental bereits kurz nach Erscheinen der Platte am 14. Januar 1961 in die Top 50 auf. Erst 28 Tage später, am 11. Februar, erschien dort auch Pigalle. Aber im Gegensatz zur B-Seite, die nur bis Platz 16 aufstieg, erreichte Pigalle am 1. April Platz eins der Top 50 und konnte sich dort drei Wochen lang behaupten. Insgesamt wurde Pigalle 15 Wochen lang vom Musikmarkt notiert, Café Oriental war dort nur neun Wochen verzeichnet.
Mit seinem Lied Pigalle trat Bill Ramsey dreimal in Kinofilmen auf: Als Kellner in Die Abenteuer des Grafen Bobby (April 1961), als Fiorelli in Adieu, Lebewohl, Goodbye (August 1961) und als Sänger von Pigalle in Die Hazy Osterwald Story (September 1961). In Deutschland wurde Pigalle von Dick Robby auf dem Billiglabel Baccarola und in Österreich von Peter Körber auf Donauland gecovert. Nicht zu verwechseln ist der Titel mit der gleichnamigen Komposition von Georges Ulmer aus den späten 1940er Jahren, die unter anderem von Paul Anka gesungen wurde.